# Sebastiania ramulosa
Sebastiania ramulosa är en törelväxtart som beskrevs av Ferdinand Albin Pax och Käthe Hoffmann. Sebastiania ramulosa ingår i släktet Sebastiania och familjen törelväxter. Inga underarter finns listade i Catalogue of Life.